# Pliobothrus fistulosus
Pliobothrus fistulosus är en nässeldjursart som beskrevs av Stephen D. Cairns 1991. Pliobothrus fistulosus ingår i släktet Pliobothrus och familjen Stylasteridae. Inga underarter finns listade i Catalogue of Life.